# 페그마타이트

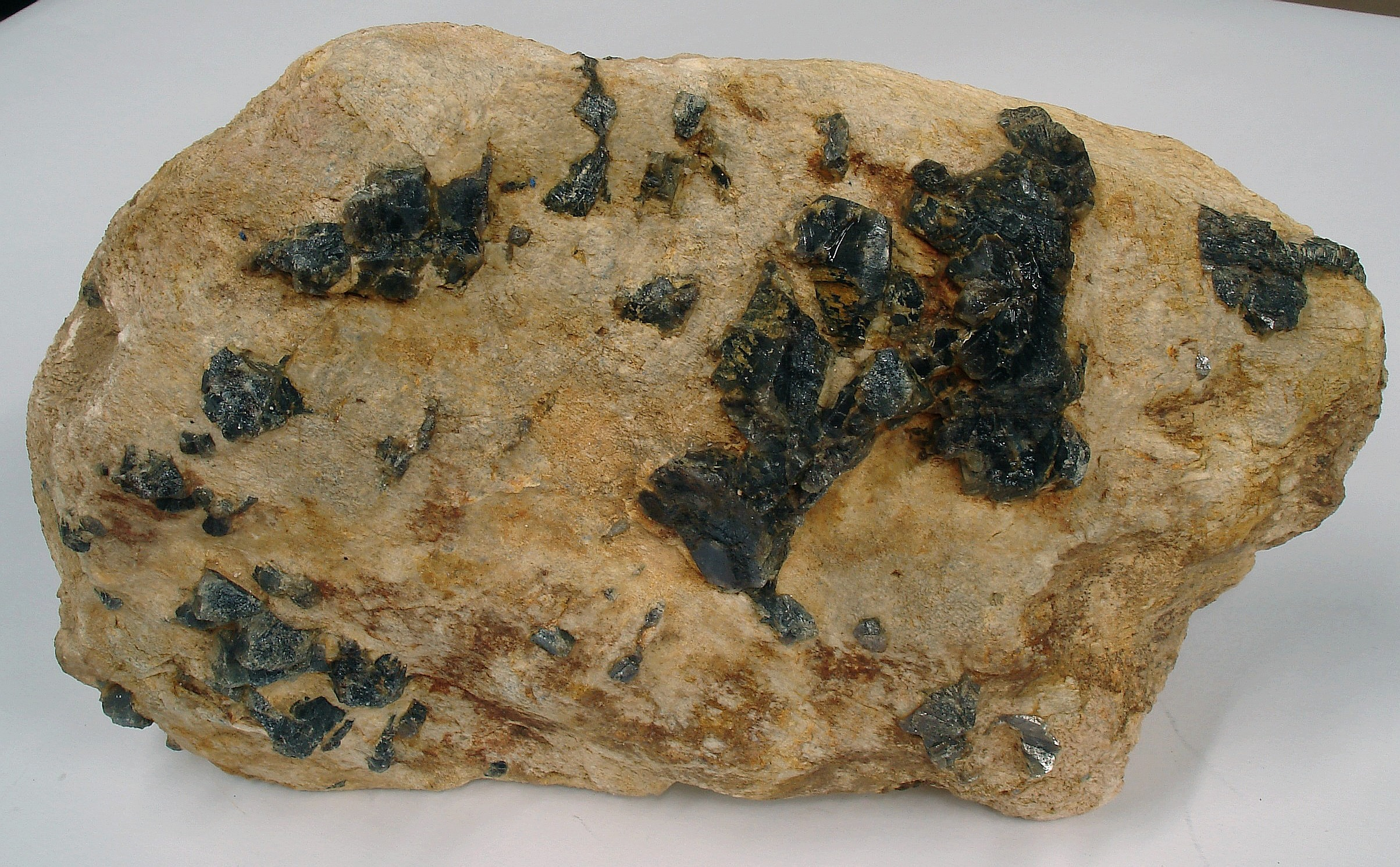

페그마타이트(영어: pegmatite)는 심성암을 함유하는 암맥에서 발견되는 조립질 화성암이다.